# Queensland Rugby Union
La Queensland Rugby Union o QRU è l'organo di governo del rugby a 15 nello Stato australiano del Queensland.
Fondata nel 1883, organizza un proprio campionato, la Queensland Premier Rugby, e partecipa, tramite la sua franchise professionistica, i Reds, al Super Rugby, campionato di club organizzato dalle federazioni rugbistiche nazionali australiana, neozelandese e sudafricana.
Prima dell'era professionistica la squadra provinciale del Queensland era una rappresentativa dei migliori giocatori dello Stato ed era impegnata in incontri sia interni che internazionali con altre selezioni; fece parte delle squadre che diedero vita al Super 10, il campionato da cui poi nacque il professionistico Super Rugby del 1996.
Vanta una vittoria nel Super 10 pre-professionistico e, tramite la franchise dei Reds, una vittoria anche nel Super Rugby, ottenuta nel 2011.
Storicamente la QRU è stata uno dei grandi serbatoi di giocatori degli Wallabies; a titolo di esempio si citano John Eales e Michael Lynagh, entrambi campioni del mondo con la Nazionale australiana, e, più recentemente, Will Genia e Digby Ioane.